# 群馬県道237号郷原停車場線
群馬県道237号郷原停車場線（ぐんまけんどう 237ごう ごうはらていしゃじょうせん）は、群馬県吾妻郡東吾妻町を通る一般県道である。

## 概要
郷原交差点（国道145号交点）と厚田インターチェンジ
上信自動車道（吾妻西バイパス）、
厚田交差点（群馬県道28号高崎東吾妻線、群馬県道58号中之条東吾妻線交点）を結ぶ県道。2019年に発表された「東吾妻町都市計画マスタープラン」では幹線道路と位置付けられている。

### 路線データ
- 起点：群馬県吾妻郡東吾妻町郷原（郷原交差点、国道145号交点）
- 終点：群馬県吾妻郡東吾妻町大字厚田（厚田交差点、群馬県道28号高崎東吾妻線、群馬県道58号中之条東吾妻線交点）
- 実延長：0.4787 km[1]

## 路線状況
全線にわたり、センターラインのある2車線の道路となっている。

### 交通量
24時間交通量（台）　道路交通センサス
| 調査地点               | 平成17（2005）年度 | 平成22（2010）年度 | 平成27（2015）年度 |
| ---------------------- | ------------------ | ------------------ | ------------------ |
| 東吾妻町大字厚田字中村 | 5,375              | 4,038              | 3,742              |

- 出典：国土交通省ホームページ「平成22年度全国道路・街路交通情勢調査 一般交通量調査 箇所別基本表（群馬県）」p.39、「平成27年度全国道路・街路交通情勢調査 一般交通量調査 箇所別基本表（群馬県）」p.35）

## 地理

### 通過する自治体
- 群馬県
  - 吾妻郡東吾妻町

### 接続する道路
- 国道145号
- 上信自動車道（吾妻西バイパス）[2]
- 群馬県道28号高崎東吾妻線
- 群馬県道58号中之条東吾妻線

### 沿線
- JR吾妻線 郷原駅
- 吾妻川